# Bristol City Women's Football Club 2020-2021
Questa voce raccoglie le informazioni riguardanti il Bristol City Women's Football Club nelle competizioni ufficiali della stagione 2020-2021.

## Stagione

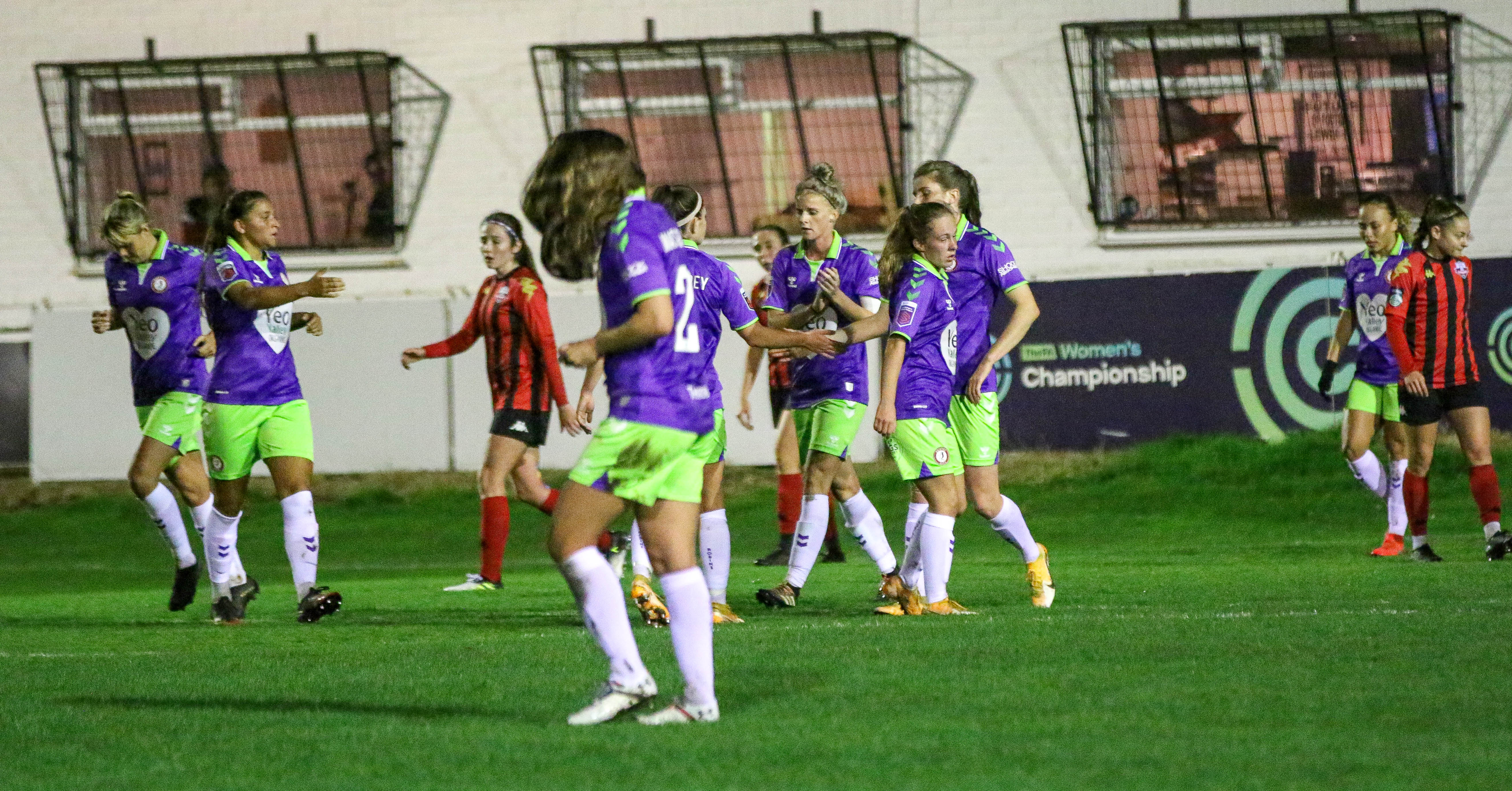
Calciatrici del Bristol City che festeggiano una rete nella partita di FA League Cup contro il.

A inizio stagione è stato annunciato che la squadra avrebbe giocato le partite casalinghe al Twerton Park di Bath, condividendo il campo da gioco col Bath City. La decisione è stata motivata dalla necessità di avere uno stadio con maggior capienza per avere maggior pubblico e per poter rispettare le restrizioni imposte per contrastare la pandemia di COVID-19. Inoltre, con la partenza di Loren Dykes, il ruolo di capitano è passato a Jasmine Matthews. Il 15 gennaio 2021 Matt Beard è diventato allenatore ad interim della squadra dopo che Tanya Oxtoby aveva iniziato il congedo di maternità.
Il campionato di FA Women's Super League è stato concluso al dodicesimo e ultimo posto con 12 punti conquistati in 22 giornate, frutto di 2 vittorie, 6 pareggi e 14 sconfitte, determinando la retrocessione del Bristol City in FA Women's Championship dopo cinque stagioni di fila in massima serie. In FA Women's Cup la squadra è stata eliminata subito al quarto turno, dove è stata sconfitta dall'Brighton & Hove. In FA Women's League Cup la squadra ha superato la fase a gruppi come prima classificata; nella fase a eliminazione diretta ha prima eliminato l'Aston Villa nei quarti di finale e poi battuto il Leicester City in semifinale, arrivando per la prima volta in finale. In finale il Bristol City ha perso per 6-0 contro il Chelsea.

## Maglie e sponsor
Le tenute di gioco solo le stesse adottate dal Bristol City maschile.
| Casa | Trasferta | Terza divisa |

## Rosa
| N. |                             | Ruolo | Calciatrice                 |
| -- | --------------------------- | ----- | --------------------------- |
| 1  | Inghilterra (bandiera)      | P     | Sophie Baggaley             |
| 2  | Inghilterra (bandiera)      | D     | Faye Bryson                 |
| 3  | Galles (bandiera)           | D     | Gemma Evans                 |
| 4  | Inghilterra (bandiera)      | D     | Jasmine Matthews (capitano) |
| 5  | Irlanda del Nord (bandiera) | D     | Laura Rafferty              |
| 6  | Australia (bandiera)        | C     | Chloe Logarzo               |
| 7  | Inghilterra (bandiera)      | C     | Molly Pike                  |
| 8  | Inghilterra (bandiera)      | C     | Carla Humphrey              |
| 9  | Inghilterra (bandiera)      | A     | Ebony Salmon                |
| 10 | Belgio (bandiera)           | A     | Yana Daniëls                |
| 11 | Inghilterra (bandiera)      | A     | Charlie Wellings            |
| 12 | Inghilterra (bandiera)      | D     | Florence Allen              |
| 13 | Norvegia (bandiera)         | P     | Benedicte Håland            |
| 14 | Inghilterra (bandiera)      | C     | Aimee Palmer                |

| N. |                        | Ruolo | Calciatrice       |
| -- | ---------------------- | ----- | ----------------- |
| 15 | Galles (bandiera)      | C     | Megan Wynne       |
| 16 | Inghilterra (bandiera) | D     | Meaghan Sargeant  |
| 17 | Inghilterra (bandiera) | A     | Emma Bissell      |
| 18 | Inghilterra (bandiera) | C     | Maisy Collis      |
| 20 | Inghilterra (bandiera) | C     | Georgia Wilson    |
| 21 | Scozia (bandiera)      | A     | Abi Harrison      |
| 23 | Inghilterra (bandiera) | D     | Jemma Purfield    |
| 25 | Inghilterra (bandiera) | D     | Naomi Layzell     |
| 26 | Australia (bandiera)   | A     | Ella Mastrantonio |
| 27 | Inghilterra (bandiera) | A     | Jessica Wooley    |
| 28 | Galles (bandiera)      | C     | Ellen Jones       |
| 29 | Inghilterra (bandiera) | D     | Kiera Skeels      |
|    | Inghilterra (bandiera) | A     | Izzy Cook         |

## Calciomercato

### Sessione estiva
| Acquisti | Acquisti          | Acquisti          | Acquisti      |
| R.       | Nome              | da                | Modalità      |
| -------- | ----------------- | ----------------- | ------------- |
| P        | Benedicte Håland  | Lugano            | [ 10 ]        |
| D        | Jemma Purfield    | Liverpool         | [ 11 ]        |
| D        | Laura Rafferty    | Brighton & Hove   | prestito      |
| C        | Ella Mastrantonio | West. Sydney W.   | [ 13 ]        |
| C        | Aimee Palmer      | Manchester United | [ 14 ]        |
| C        | Megan Wynne       | Tottenham         | [ 15 ]        |
| A        | Emma Bissell      | Manchester City   | [ 16 ]        |
| A        | Ella Rutherford   | Crystal Palace    | fine prestito |

| Cessioni | Cessioni        | Cessioni          | Cessioni      |
| R.       | Nome            | a                 | Modalità      |
| -------- | --------------- | ----------------- | ------------- |
| P        | Eartha Cumings  | Charlton Athletic | [ 17 ]        |
| D        | Frankie Brown   |                   | svincolata    |
| D        | Loren Dykes     | Cardiff City      | [ 19 ]        |
| D        | Poppy Pattinson | Everton           | [ 20 ]        |
| C        | Olivia Chance   | Sheffield Utd     | [ 21 ]        |
| C        | Katie Robinson  | Brighton & Hove   | [ 22 ]        |
| C        | Megan Wynne     | Tottenham         | fine prestito |
| A        | Jeon Ga-eul     | Reading           | [ 17 ]        |
| A        | Ella Rutherford | Charlton Athletic | [ 23 ]        |

### Sessione invernale
| Acquisti | Acquisti     | Acquisti | Acquisti |
| R.       | Nome         | da       | Modalità |
| -------- | ------------ | -------- | -------- |
| D        | Kiera Skeels | Reading  | prestito |
| C        | Molly Pike   | Everton  | prestito |

| Cessioni | Cessioni      | Cessioni         | Cessioni |
| R.       | Nome          | a                | Modalità |
| -------- | ------------- | ---------------- | -------- |
| A        | Chloe Logarzo | Kansas City NWSL | [ 26 ]   |

## Risultati

### FA Women's Super League

#### Girone di andata
| Arbitro: | Johnson |

|  |           |                                             |
|  | Marcatori | 7’ Magill 19’, 62’ (rig.) Graham 90’ Gauvin |

| Arbitro: | Pearson |

| |           |  |
| Kirby 15’ Mjelde 31’ (rig.) Leupolz 34’ Cuthbert 36’ Bright 40’ England 66’ Charles 69’ Harder 73’ Kerr 86’ | Marcatori |  |

| Arbitro: | Heaslip |

|                                 |           |             |
| Nobbs 42’ Foord 50’ Miedema 86’ | Marcatori | 6’ Harrison |

| Arbitro: | Fearn |

|  |           |                                       |
|  | Marcatori | 41’, 66’ Petzelberger 56’, 75’ Hayles |

| Arbitro: | Pearson |

|  |           |                                                   |
|  | Marcatori | 16’ Corsie 32’ Green 50’ Walker 65’ (rig.) Murray |

| Arbitro: | Hattersley |

|                                                                                          |           |            |
| Baggaley 9’ (aut.) Coombs 39’ Walsh 42’ Bronze 43’ Stanway 48’ White 58’, 85’ Beckie 81’ | Marcatori | 11’ Salmon |

| Arbitro: | Benn |

|                                 |           |                      |
| Logarzo 37’ (rig.) Salmon 90+2’ | Marcatori | 42’ Worm 64’ Neville |

| Arbitro: | Oliver |

|              |           |             |
| Williams 50’ | Marcatori | 43’ Bissell |

| Arbitro: | Simms |

|  |           |                                                        |
|  | Marcatori | 11’ (aut.) Purfield 58’ van Egmond 64’ Daly 86’ Thomas |

| Arbitro: | Benn |

|                                                              |           |            |
| Galton 26’, 63’ M. Turner 45+2’ Sigsworth 52’ Heath 83’, 86’ | Marcatori | 72’ Salmon |

| Arbitro: | Oliver |

|                                   |           |  |
| Daniëls 3’ Salmon 34’, 59’ (rig.) | Marcatori |  |

#### Girone di ritorno
| Arbitro: | Hattersley |

|                                              |           |  |
| Christiansen 4’, 58’ Magill 38’ Finnigan 64’ | Marcatori |  |

| Arbitro: | Heaslip |

|  |           |                                                |
|  | Marcatori | 14’, 40’ Kirby 36’ Harder 55’ Kerr 60’ England |

| Arbitro: | Garrett |

|              |           |                      |
| Svitková 49’ | Marcatori | 7’ (aut.) van Egmond |

| Arbitro: | Welch |

|         |           |           |
| Worm 3’ | Marcatori | 52’ Evans |

| Arbitro: | Welch |

|                                      |           |                      |
| Wellings 24’ Purfield 58’ Salmon 79’ | Marcatori | 13’ Harries 73’ Rowe |

| Arbitro: | Jackson |

|  |           |                              |
|  | Marcatori | 12’ Weir 30’ White 89’ Mewis |

| Arbitro: | Dowle |

|            |           |               |
| Murray 58’ | Marcatori | 913’ Wellings |

| Arbitro: | Garret |

|  |           |                                            |
|  | Marcatori | 4’, 65’ Miedema 45+1’ Van de Donk 63’ Mead |

| Arbitro: | Heaslip |

|                              |           |                               |
| Sargeant 3’ (aut.) Haigh 35’ | Marcatori | 74’ Bryson 90+5’ Mastrantonio |

| Arbitro: | Benn |

|  |           |                    |
|  | Marcatori | 79’ (aut.) Daniëls |

| Arbitro: | Fearns |

|                                   |           |              |
| Le Tissier 7’ Lee 52’ Kaagman 76’ | Marcatori | 61’ Harrison |

### FA Women's Cup
| Crawley 18 aprile 2021, ore 14:00 UTC+1 Quarto turno | Brighton & Hove | 1 – 0 referto | Bristol City | Broadfield Stadium |
| \| \| \| \| \| Kaagman 64’ (rig.) \| Marcatori \| \| |                 |               |              |                    |
|                                                      |                 |               |              |                    |
| Kaagman 64’ (rig.)                                   | Marcatori       |               |              |                    |

### FA Women's League Cup

#### Fase a gruppi
| Arbitro: | Wootton |

|                                                       |           |  |
| Robert 10’ (aut.) Logarzo 12’ Salmon 80’ Wellings 82’ | Marcatori |  |

| Arbitro: | Atkin |

|                   |           |                                           |
| Baptiste 55’, 58’ | Marcatori | 19’ Bissell 30’, 41’ Logarzo 51’ Wellings |

| Arbitro: | Anderson |

|              |           |                                     |
| Cleverly 55’ | Marcatori | 22’ Purfield 30’ Bissell 31’ Salmon |

#### Fase a eliminazione diretta
| Arbitro: | Massey-Ellis |

|                 |           |            |
| Salmon 55’, 58’ | Marcatori | 86’ Larsen |

| Arbitro: | Welch |

|            |           |  |
| Skeels 72’ | Marcatori |  |

| Arbitro: | Byrne |

|  |           |                                             |
|  | Marcatori | 3’, 10’, 48’ Kerr 28’, 34’ Kirby 55’ Reiten |

## Statistiche

### Statistiche di squadra
| Competizione            | Punti | In casa | In casa | In casa | In casa | In casa | In casa | In trasferta | In trasferta | In trasferta | In trasferta | In trasferta | In trasferta | Totale | Totale | Totale | Totale | Totale | Totale | DR  |
| Competizione            | Punti | G       | V       | N       | P       | Gf      | Gs      | G            | V            | N            | P            | Gf           | Gs           | G      | V      | N      | P      | Gf     | Gs     | DR  |
| ----------------------- | ----- | ------- | ------- | ------- | ------- | ------- | ------- | ------------ | ------------ | ------------ | ------------ | ------------ | ------------ | ------ | ------ | ------ | ------ | ------ | ------ | --- |
| FA Women's Super League | 12    | 11      | 2       | 1       | 8       | 8       | 33      | 11           | 0            | 5            | 6            | 10           | 39           | 22     | 2      | 6      | 14     | 18     | 72     | -54 |
| FA Women's Cup          | -     | 0       | 0       | 0       | 0       | 0       | 0       | 1            | 0            | 0            | 1            | 0            | 1            | 1      | 0      | 0      | 1      | 0      | 1      | -1  |
| FA Women's League Cup   | -     | 3       | 3       | 0       | 0       | 7       | 1       | 2            | 2            | 0            | 0            | 7            | 3            | 6      | 5      | 0      | 1      | 14     | 10     | +4  |
| Totale                  | -     | 14      | 5       | 1       | 8       | 15      | 34      | 14           | 2            | 5            | 7            | 17           | 43           | 29     | 7      | 6      | 16     | 32     | 83     | -51 |

### Andamento in campionato
| Giornata  | 1  | 2  | 3  | 4  | 5  | 6  | 7  | 8  | 9  | 10 | 11 | 12 | 13 | 14 | 15 | 16 | 17 | 18 | 19 | 20 | 21 | 22 |
| --------- | -- | -- | -- | -- | -- | -- | -- | -- | -- | -- | -- | -- | -- | -- | -- | -- | -- | -- | -- | -- | -- | -- |
| Luogo     | C  | T  | T  | C  | C  | T  | C  | T  | C  | T  | C  | T  | C  | T  | T  | C  | C  | T  | C  | T  | C  | T  |
| Risultato | P  | P  | P  | P  | P  | P  | N  | N  | P  | P  | V  | P  | P  | N  | N  | V  | P  | N  | P  | N  | P  | P  |
| Posizione | 11 | 12 | 12 | 12 | 12 | 12 | 12 | 12 | 12 | 12 | 12 | 12 | 12 | 12 | 12 | 11 | 12 | 10 | 11 | 12 | 12 | 12 |

Legenda:

Luogo: C = Casa; T = Trasferta. Risultato: V = Vittoria; N = Pareggio; P = Sconfitta.

### Statistiche delle giocatrici
| Giocatore       | FA Women's Super League | FA Women's Super League | FA Women's Super League | FA Women's Super League | FA Women's Cup | FA Women's Cup | FA Women's Cup | FA Women's Cup | FA Women's League Cup | FA Women's League Cup | FA Women's League Cup | FA Women's League Cup | Totale   | Totale | Totale      | Totale     |
| Giocatore       | Presenze                | Reti                    | Ammonizioni             | Espulsioni              | Presenze       | Reti           | Ammonizioni    | Espulsioni     | Presenze              | Reti                  | Ammonizioni           | Espulsioni            | Presenze | Reti   | Ammonizioni | Espulsioni |
| --------------- | ----------------------- | ----------------------- | ----------------------- | ----------------------- | -------------- | -------------- | -------------- | -------------- | --------------------- | --------------------- | --------------------- | --------------------- | -------- | ------ | ----------- | ---------- |
| F. Allen        | 16                      | 0                       | 0                       | 0                       | 0              | 0              | 0              | 0              | 4                     | 0                     | 0                     | 0                     | 20       | 0      | 0           | 0          |
| S. Baggaley     | 21                      | -68                     | 0                       | 0                       | 1              | -1             | 0              | 0              | 5                     | -9                    | 0                     | 0                     | 27       | -78    | 0           | 0          |
| E. Bissel       | 18                      | 1                       | 0                       | 0                       | -              | -              | -              | -              | 5                     | 2                     | 0                     | 0                     | 23       | 3      | 0           | 0          |
| F. Bryson       | 15                      | 1                       | 4                       | 0                       | 0              | 0              | 0              | 0              | 2                     | 0                     | 0                     | 0                     | 17       | 1      | 4           | 0          |
| M. Collis       | 0                       | 0                       | 0                       | 0                       | 0              | 0              | 0              | 0              | 1                     | 0                     | 0                     | 0                     | 1        | 0      | 0           | 0          |
| I. Cook         | 0                       | 0                       | 0                       | 0                       | 0              | 0              | 0              | 0              | 1                     | 0                     | 0                     | 0                     | 1        | 0      | 0           | 0          |
| Y. Daniëls      | 22                      | 1                       | 3                       | 0                       | 1              | 0              | 0              | 0              | 5                     | 0                     | 0                     | 0                     | 28       | 1      | 3           | 0          |
| G. Evans        | 20                      | 1                       | 2                       | 0                       | 1              | 0              | 0              | 0              | 6                     | 0                     | 0                     | 0                     | 27       | 1      | 2           | 0          |
| B. Håland       | 1                       | -4                      | 0                       | 0                       | 0              | 0              | 0              | 0              | 1                     | -1                    | 0                     | 0                     | 2        | -5     | 0           | 0          |
| A. Harrison     | 20                      | 2                       | 0                       | 0                       | 0              | 0              | 0              | 0              | 5                     | 0                     | 0                     | 0                     | 25       | 2      | 0           | 0          |
| C. Humphrey     | 21                      | 0                       | 0                       | 0                       | 1              | 0              | 0              | 0              | 5                     | 0                     | 0                     | 0                     | 27       | 0      | 0           | 0          |
| E. Jones        | 5                       | 0                       | 0                       | 0                       | -              | -              | -              | -              | 3                     | 0                     | 0                     | 0                     | 8        | 0      | 0           | 0          |
| N. Layzell      | 7                       | 0                       | 0                       | 0                       | 0              | 0              | 0              | 0              | 4                     | 0                     | 0                     | 0                     | 11       | 0      | 0           | 0          |
| C. Logarzo      | 8                       | 1                       | 0                       | 0                       | -              | -              | -              | -              | 3                     | 3                     | 0                     | 0                     | 11       | 4      | 0           | 0          |
| E. Mastrantonio | 15                      | 1                       | 1                       | 0                       | 0              | 0              | 0              | 0              | 4                     | 0                     | 0                     | 0                     | 19       | 1      | 1           | 0          |
| J. Matthews     | 10                      | 0                       | 1                       | 0                       | -              | -              | -              | -              | 3                     | 0                     | 0                     | 0                     | 13       | 0      | 1           | 0          |
| A. Palmer       | 15                      | 0                       | 1                       | 0                       | 1              | 0              | 0              | 0              | 4                     | 0                     | 0                     | 0                     | 20       | 0      | 1           | 0          |
| M. Pike         | 11                      | 0                       | 0                       | 0                       | 1              | 0              | 0              | 0              | -                     | -                     | -                     | -                     | 12       | 0      | 0           | 0          |
| J. Purfield     | 21                      | 1                       | 2                       | 0                       | 1              | 0              | 0              | 0              | 5                     | 1                     | 0                     | 0                     | 27       | 2      | 2           | 0          |
| L. Rafferty     | 13                      | 0                       | 1                       | 0                       | -              | -              | -              | -              | 4                     | 0                     | 1                     | 0                     | 17       | 0      | 2           | 0          |
| E. Salmon       | 20                      | 6                       | 1                       | 0                       | 1              | 0              | 0              | 0              | 6                     | 4                     | 0                     | 0                     | 27       | 10     | 1           | 0          |
| M. Sargeant     | 3                       | 0                       | 0                       | 0                       | 1              | 0              | 0              | 0              | -                     | -                     | -                     | -                     | 4        | 0      | 0           | 0          |
| K. Skeels       | 10                      | 0                       | 1                       | 0                       | 1              | 0              | 0              | 0              | 2                     | 1                     | 0                     | 0                     | 13       | 1      | 1           | 0          |
| C. Wellings     | 20                      | 2                       | 1                       | 0                       | 1              | 0              | 0              | 0              | 5                     | 2                     | 0                     | 0                     | 26       | 4      | 1           | 0          |
| G. Wilson       | 2                       | 0                       | 0                       | 0                       | -              | -              | -              | -              | 1                     | 0                     | 0                     | 0                     | 3        | 0      | 0           | 0          |
| J. Wooley       | 1                       | 0                       | 0                       | 0                       | -              | -              | -              | -              | -                     | -                     | -                     | -                     | 1        | 0      | 0           | 0          |
| M. Wynne        | 0                       | 0                       | 0                       | 0                       | -              | -              | -              | -              | -                     | -                     | -                     | -                     | 0        | 0      | 0           | 0          |